# Dátil

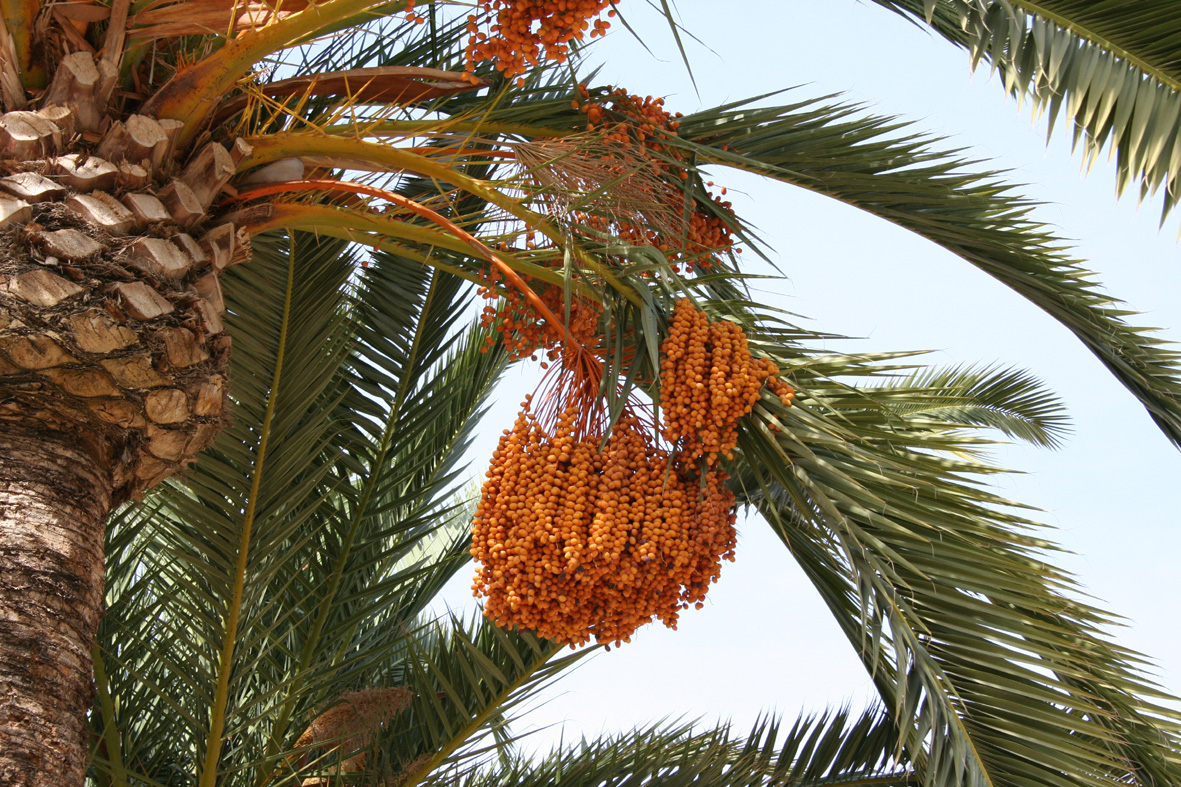
Racimos de dátiles en Murcia.

El dátil es el fruto obtenido de las especies de palmeras Phoenix, principalmente de la especie Phoenix dactylifera, llamada popularmente palmera datilera. Es considerado un alimento básico en los países del Magreb. Su nombre se deriva de la palabra griega δακτύλος («daktilos»), que significa «dedo». 
Los mayores productores a nivel mundial de dátiles han sido Irán e Irak (hasta la Guerra del Golfo). En California existe un importante cultivo de este fruto. Existen muchas variedades, entre ellas: Zahid, Medjool, Kadrawi, la más apreciada es la Sukkari.
Entre otras especies de palmeras Phoenix que producen frutos tipo «dátiles» se encuentra la Phoenix canariensis, cuyos frutos son llamados localmente támaras; los cuales son de menor tamaño y considerados de menor calidad para el paladar.

## Descripción
Las palmeras datileras alcanzan hasta 30 metros (100 pies) de altura y crecen solas o forman un grupo con varios tallos de un solo sistema de raíces. De crecimiento lento, pueden alcanzar más de 100 años si se mantienen adecuadamente. Las raíces tienen neumatodos. Las hojas miden de 4 a 6 m (13 a 20 pies) de largo, con espinas en el pecíolo y pinnadas, con alrededor de 150 folíolos. Los folíolos miden 30 centímetros (12 pulgadas) de largo y 2 cm (1 pulgada) de ancho. La envergadura total de la corona varía de 6 a 10 m (20 a 33 pies).
La palmera datilera es dioica y tiene plantas masculinas y femeninas separadas. Se pueden cultivar fácilmente a partir de semillas, pero sólo el 50% de las plántulas serán femeninas y, por tanto, darán fruto, y los dátiles de las plántulas suelen ser más pequeños y de peor calidad. Por tanto, la mayoría de las plantaciones comerciales utilizan esquejes de cultivares de gran producción. Las plantas cultivadas a partir de esquejes darán frutos entre 2 y 3 años antes que las plántulas.

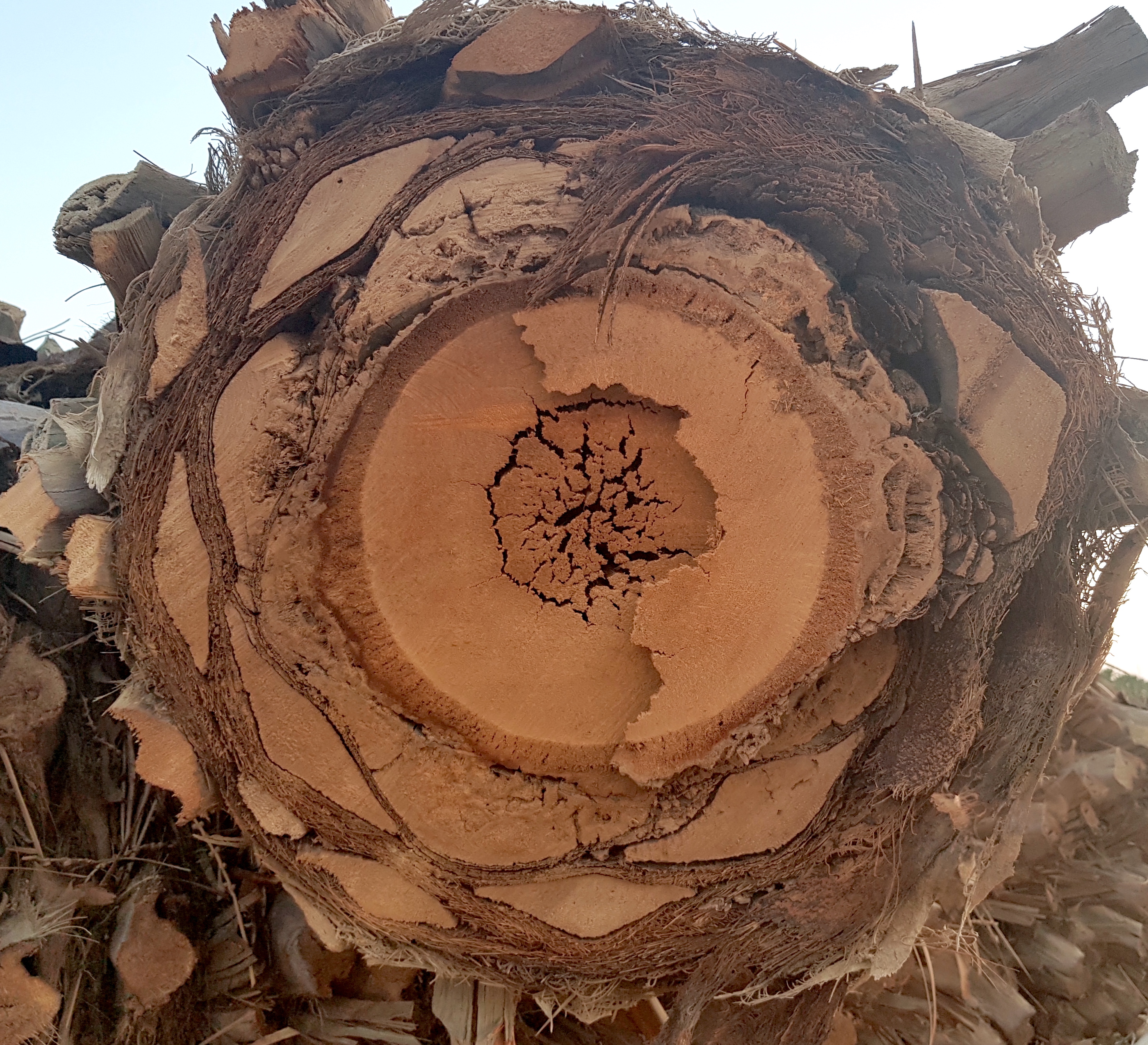
Sección del tronco de Phoenix dactylifera. Al igual que otros miembros de la familia de las palmeras, las datileras no producen anillos de árbol.

Los dátiles se polinizan naturalmente por el viento, pero en la horticultura de oasis tradicional y en los huertos comerciales modernos se polinizan completamente a mano. La polinización natural ocurre con aproximadamente la misma cantidad de plantas masculinas y femeninas. Con ayuda, un macho puede polinizar hasta 100 hembras. Dado que los machos sólo tienen valor como polinizadores, generalmente se podan en favor de las plantas femeninas productoras de frutos. Algunos productores ni siquiera mantienen plantas masculinas, ya que las flores masculinas están disponibles en los mercados locales en el momento de la polinización. La polinización manual la realizan trabajadores calificados en escaleras o mediante el uso de una máquina de viento. En algunas zonas, como Irak, el polinizador trepa al árbol utilizando una herramienta especial para trepar que se envuelve alrededor del tronco del árbol y la espalda del escalador (llamada تبلية en árabe) para mantenerlo sujeto al tronco mientras trepa.

## Genoma
Germinación de la palmera datilera
En 2011 se publicó un borrador del genoma de P. dactylifera (variedad Khalas), seguido de ensamblajes genómicos más completos en 2013 y 2019. El estudio posterior utilizó tecnología de secuenciación de lectura larga (long-read sequencing technology). Con la liberación de este ensamblaje genómico mejorado, los investigadores pudieron mapear genes para el color de la fruta y el contenido de azúcar. Los investigadores de la Universidad de Nueva York en Abu Dhabi también volvieron a secuenciar los genomas de varias variedades de dátiles para desarrollar el primer mapa de polimorfismo de un solo nucleótido del genoma de la palmera datilera en 2015.

## Características

### Características nutricionales
Los dátiles proporcionan una amplia gama de nutrientes esenciales, y son una muy buena fuente en la dieta de potasio. El azúcar contenido en dátiles maduros es alrededor del 80%; el resto se compone de proteínas, fibra y oligoelementos incluyendo el boro, cobalto, cobre, flúor, magnesio, manganeso, selenio y zinc.  
La glucosa constituye aproximadamente el 55% del contenido de azúcares en los dátiles, mientras que la fructosa representa aproximadamente el 45% y la sacarosa es insignificante. 
El índice glucémico de tres variedades diferentes de dátiles son 35,5 (khalas), 49,7 (Barhi ) y 30.5 (ma'an bo). Otro estudio de 2011 encontró que el índice glucémico  para cinco variedades diferentes de dátiles tenía un rango de 46 a 55, mientras que un informe de 2002 mostró valores del IG de 31 a 50, los resultados indican que los dátiles son una fuente de alimento con IG relativamente bajo. Como muchas otras frutas, los dátiles contienen niveles mensurables de oxalatos de calcio.
El ácido cafeico, glicósido del ácido 3-O-caffeoylshikimico (también conocido como ácido dactylífrico) y sus isómeros, son sustratos de pardeamiento enzimático que se encuentran en los dátiles.
Los dátiles se pueden consumir como fruto fresco, desecado o preparado en mermeladas, búdines, tortas, jugos, helados, etc.

### Características medicinales
Los dátiles tienen mucho tanino usado medicinalmente como detersivo (poder limpiador) y astringente intestinal. Como una infusión, decocción, jarabe, o pasta, los dátiles pueden administrarse para ardor de garganta, resfriados, catarro bronquial, y para combatir la fiebre.

## Producción
| Principales productores de dátiles (2018) (toneladas)                             | Principales productores de dátiles (2018) (toneladas) |
| --------------------------------------------------------------------------------- | ----------------------------------------------------- |
| Egipto                                                                            | 1.562.171                                             |
| Arabia Saudita                                                                    | 1.302.859                                             |
| Irán                                                                              | 1.204.158                                             |
| Argelia                                                                           | 1.094.700                                             |
| Irak                                                                              | 614.584                                               |
| Pakistán                                                                          | 471.670                                               |
| Sudán                                                                             | 440.871                                               |
| Omán                                                                              | 368.808                                               |
| Emiratos Árabes Unidos                                                            | 345.119                                               |
| México                                                                            | 241.333                                               |
| Fuente: Organización de las Naciones Unidas para la Alimentación y la Agricultura |                                                       |

## Cultivo
Dentro de un oasis, se explotan todos los estratos para sacar provecho del suelo fértil. Algunos formas de cultivos, a través de la cría convencional de dátiles, pueden plantear problemas sanitarios. Los fertilizantes sintéticos y los productos fitosanitarios destinados a los cultivos intercalados en el estrato herbáceo y arbustivo también son absorbidos por las palmeras datileras y acaban en el fruto. El tratamiento contra la polilla del dátil, un parásito de los dátiles, se lleva a cabo mediante pulverización, a menudo por avión.

## Cultivares
Han surgido a lo largo de la historia del cultivo de la palmera datilera una gran cantidad de cultivares y variedades, pero el número exacto es difícil de evaluar. Hussain y El-Zeid (1975) informaron de 400 variedades, mientras que Nixon (1954) nombró alrededor de 250. La mayoría de ellos se limitan a una región en particular, y sólo unas pocas docenas han alcanzado una importancia comercial más amplia.  Entre ellas se pueden nombrar: Deglet Nur, originalmente de Argelia, Zahid, Medjool de Marruecos, Yahidi y Hallawi de Iraq, Mazafati de Irán.

## Usos de las semillas
Las semillas de dátiles se remojan y se muelen para uso en alimentación animal. El aceite de las semillas es adecuado para su uso en cosmética y aplicaciones dermatológicas. El aceite contiene ácido láurico (36%) y ácido oleico (41%). Las semillas de palmera datilera contienen entre un 0,56% y un 5,4% de ácido láurico. También se pueden procesar químicamente como fuente de ácido oxálico. Las semillas de dátil también se muelen y se utilizan como las habas de café o como aditivo para el café. Estudios experimentales han demostrado que alimentar a ratones con extracto acuoso de huesos de dátiles proporciona efectos antigenotóxicos y reduce el daño en el ADN inducido por la N-nitroso-N-metilurea, un agente carcinogénico, mutágeno, y teratógeno.

## Usos de la savia

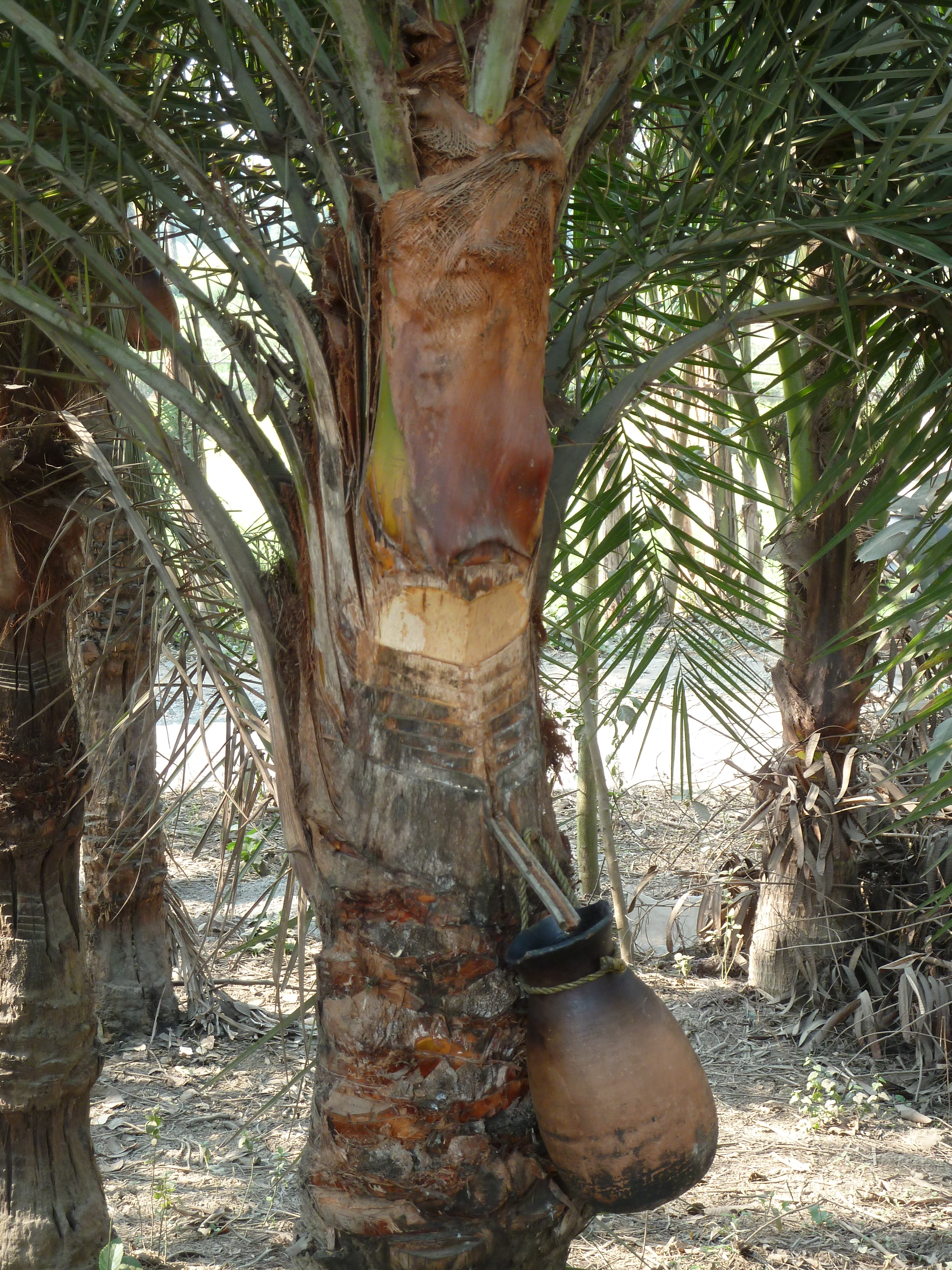
Savia dulce extraída de la palmera datilera en Bengala Occidental, India.

Además de P. dactylifera, también se pueden extraer savia de palmeras datileras silvestres como Phoenix sylvestris y Phoenix reclinata, según la región.
El consumo de savia cruda de palmera datilera es uno de los medios por los cuales el mortal virus Nipah se transmite de los murciélagos a los humanos.   El virus se puede inactivar hirviendo la savia hasta obtener melaza. (En Malasia, por el contrario, se descubrió que el vector eran las granjas industriales de cerdos).

## Usos de las hojas
En el norte de África, las hojas de palmera datilera se utilizan habitualmente para construir cabañas. Las hojas maduras también se utilizan para fabricar esteras, biombos, cestas y abanicos. Las hojas procesadas se pueden utilizar como tablero aislante. Los pecíolos de las hojas secas son una fuente de pulpa de celulosa, que se utiliza para bastones, escobas, flotadores de pesca y combustible. Las vainas de las hojas son apreciadas por su aroma, y la fibra de ellas también se utiliza para hacer cuerdas, telas toscas y sombreros grandes.
Las hojas tiernas de dátil se cocinan y se comen como verdura, al igual que la yema terminal o el corazón, aunque su extracción mata la palma. Las semillas finamente molidas se mezclan con harina para hacer pan en tiempos de escasez. Las flores de la palmera datilera también son comestibles. Tradicionalmente, las flores femeninas son las más disponibles para la venta y pesan entre 300 y 400 gramos (10+1⁄2-14 oz). Los botones florales se utilizan en ensaladas o se muelen con pescado seco para condimentar el pan.

## Aspectos culturales

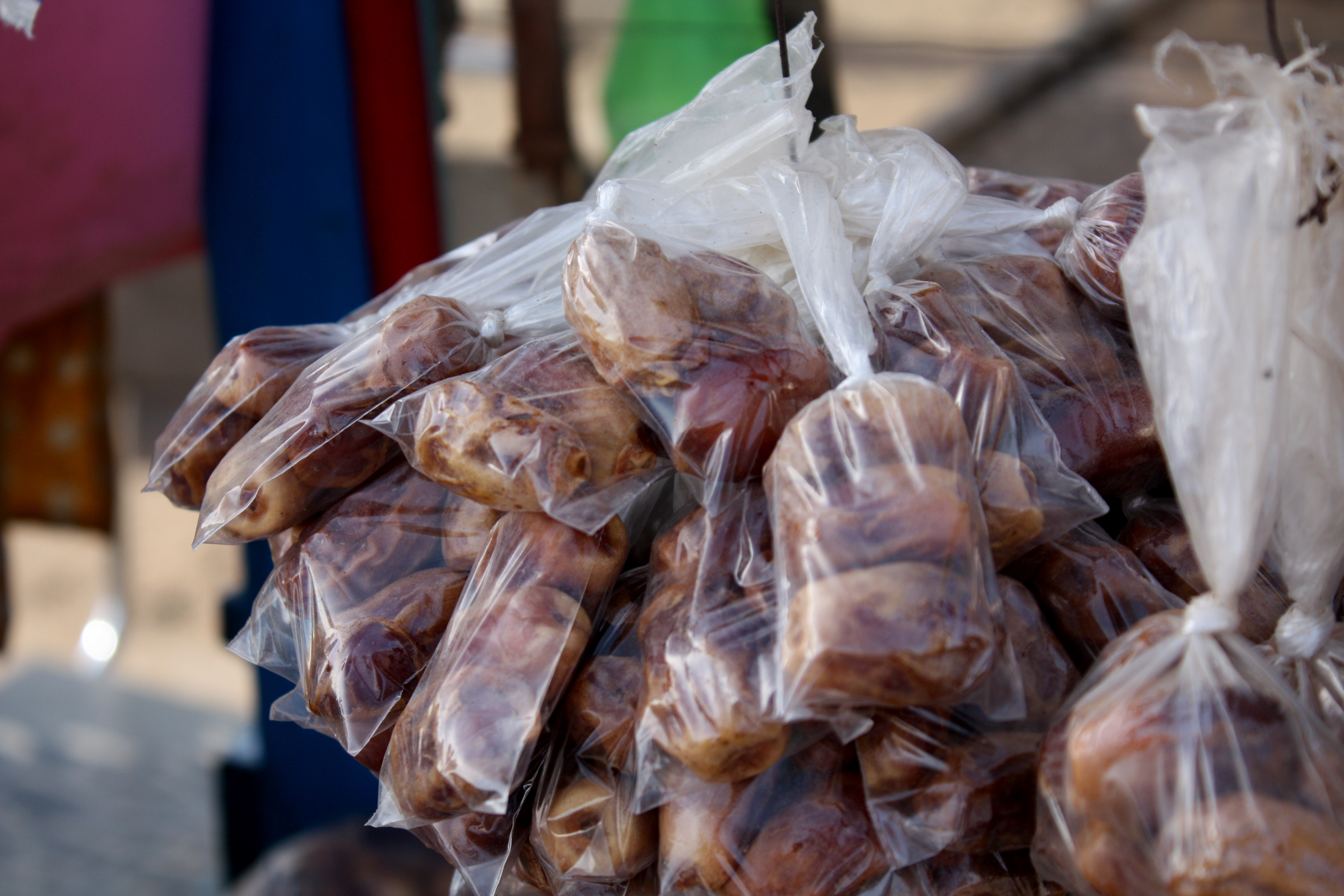
Venta de dátiles en Dakar durante el Ramadán.

El término “dátil” deriva del griego antiguo δάκτυλος / dáktylos, dedo, en referencia a la forma de este fruto.
Tradicionalmente, los musulmanes rompen el ayuno del Ramadán con dátiles.
Según la tradición musulmana, el dátil es el fruto del paraíso, considerado un fruto milagroso por sus múltiples virtudes nutricionales. En el Corán, se cita particularmente en Maryam, la decimonovena sura. Sus numerosos beneficios ligados a su composición son particularmente elogiados en el contexto del embarazo y el parto para ayudar a la mujer durante estas etapas de la vida.